# Orchestina dubia
Orchestina dubia är en spindelart som beskrevs av O. Pickard-Cambridge 1911. Orchestina dubia ingår i släktet Orchestina och familjen dansspindlar. Inga underarter finns listade i Catalogue of Life.